# Смоукі-Лейк
Смоукі-Лейк (англ. Smoky Lake) — містечко в Канаді, у провінції Альберта, у складі муніципального району Смоукі-Лейкс.

## Населення
За даними перепису 2016 року, містечко нараховувало 964 особи, показавши скорочення на 5,7%, порівняно з 2011-м роком. Середня густина населення становила 226,2 осіб/км².
З офіційних мов обидвома одночасно володіли 25 жителів, тільки англійською — 830. Усього 115 осіб вважали рідною мовою не одну з офіційних, з них 75 — українську.
Працездатне населення становило 395 осіб (52,7% усього населення), рівень безробіття — 8,9% (10,5% серед чоловіків та 4,9% серед жінок). 89,9% осіб були найманими працівниками, а 10,1% — самозайнятими.
Середній дохід на особу становив $48 492 (медіана $33 579), при цьому для чоловіків — $65 947, а для жінок $36 811 (медіани — $50 304 та $27 296 відповідно).
29,5% мешканців мали закінчену шкільну освіту, не мали закінченої шкільної освіти — 20,8%, 49,7% мали післяшкільну освіту, з яких 25,7% мали диплом бакалавра, або вищий. 
В місті є українська діаспора. 36 % мешканців мають українське походження. Свого часу працювала українська книжкова крамниця.
| Статево-вікова структура населення | Статево-вікова структура населення | Статево-вікова структура населення | Статево-вікова структура населення | Статево-вікова структура населення |
| ---------------------------------- | ---------------------------------- | ---------------------------------- | ---------------------------------- | ---------------------------------- |
|                                    |                                    |                                    |                                    |                                    |
| Всього                             | Всього                             | 46,1%53,9%                         |                                    |                                    |
| 0 — 14 років                       | 0 — 14 років                       |                                    | 13,4%                              | 13,4%                              |
| 15 — 64 років                      | 15 — 64 років                      |                                    | 52,1%                              | 52,1%                              |
| 65 і більше                        | 65 і більше                        |                                    | 34,5%                              | 34,5%                              |
| 85 і більше                        | 85 і більше                        |                                    | 8,2%                               | 8,2%                               |
| Середній вік (років)               | Середній вік (років)               | 47,953,7                           | 51,0                               | 51,0                               |
| Медіана (років)                    | Медіана (років)                    | 52,358,2                           | 55,4                               | 55,4                               |
| — чоловіки — жінки                 |                                    |                                    |                                    |                                    |

| Походження мешканців:     | Походження мешканців:     | Походження мешканців: | Походження мешканців: | Походження мешканців: |
| ------------------------- | ------------------------- | --------------------- | --------------------- | --------------------- |
| Походження                |                           |                       | осіб                  | %                     |
| Корінні американці        | Корінні американці        |                       | 60                    | 6.22%                 |
| Інше північноамериканське | Інше північноамериканське |                       | 200                   | 20.75%                |
| Європейське               | Європейське               |                       | 765                   | 79.36%                |
| британське                | британське                |                       | 355                   | 36.83%                |
| французьке                | французьке                |                       | 180                   | 18.67%                |
| українське                | українське                |                       | 350                   | 36.31%                |
| Африканське               | Африканське               |                       | 25                    | 2.59%                 |
| Азійське                  | Азійське                  |                       | 40                    | 4.15%                 |

| Зайнятість населення за галузями (за класифікацією NOC): | Зайнятість населення за галузями (за класифікацією NOC): | Зайнятість населення за галузями (за класифікацією NOC): | Зайнятість населення за галузями (за класифікацією NOC): | Зайнятість населення за галузями (за класифікацією NOC): |
| -------------------------------------------------------- | -------------------------------------------------------- | -------------------------------------------------------- | -------------------------------------------------------- | -------------------------------------------------------- |
|                                                          |                                                          |                                                          |                                                          |                                                          |
| Управління                                               | Управління                                               |                                                          | 5,1%                                                     | 5,1%                                                     |
| Бізнес, фінанси та адміністрування                       | Бізнес, фінанси та адміністрування                       |                                                          | 8,9%                                                     | 8,9%                                                     |
| Природничі та прикладні науки                            | Природничі та прикладні науки                            |                                                          | 5,1%                                                     | 5,1%                                                     |
| Охорона здоров'я                                         | Охорона здоров'я                                         |                                                          | 20,3%                                                    | 20,3%                                                    |
| Освіта, правозахист, муніципальні та урядові служби      | Освіта, правозахист, муніципальні та урядові служби      |                                                          | 16,5%                                                    | 16,5%                                                    |
| Роздрібна торгівля та послуги                            | Роздрібна торгівля та послуги                            |                                                          | 24,1%                                                    | 24,1%                                                    |
| Гуртова торгівля, транспорт та обладнання                | Гуртова торгівля, транспорт та обладнання                |                                                          | 8,9%                                                     | 8,9%                                                     |
| Природні ресурси, сільське господарство                  | Природні ресурси, сільське господарство                  |                                                          | 5,1%                                                     | 5,1%                                                     |
| Виробництво                                              | Виробництво                                              |                                                          | 5,1%                                                     | 5,1%                                                     |

## Клімат
Середня річна температура становить 1,6°C, середня максимальна – 21,2°C, а середня мінімальна – -22,6°C. Середня річна кількість опадів – 454 мм.
| Клімат поселення                              | Клімат поселення | Клімат поселення | Клімат поселення | Клімат поселення | Клімат поселення | Клімат поселення | Клімат поселення | Клімат поселення | Клімат поселення | Клімат поселення | Клімат поселення | Клімат поселення | Клімат поселення |
| Показник                                      | Січ.             | Лют.             | Бер.             | Квіт.            | Трав.            | Черв.            | Лип.             | Серп.            | Вер.             | Жовт.            | Лист.            | Груд.            |                  |
| Середній максимум, °C                         | −9,14            | −5,57            | 0,52             | 10,38            | 17,16            | 21,16            | 20,84            | 20,05            | 14,77            | 8,87             | −2,05            | −9,15            |                  |
| Середня температура, °C                       | −15,86           | −12,28           | −6,2             | 3,66             | 10,45            | 14,45            | 16,10            | 15,30            | 10,00            | 4,12             | −6,8             | −13,89           |                  |
| Середній мінімум, °C                          | −22,59           | −19              | −12,92           | −3,07            | 3,74             | 7,73             | 11,34            | 10,55            | 5,26             | −0,63            | −11,53           | −18,64           |                  |
| Норма опадів, мм                              | 20               | 13               | 20               | 22               | 44               | 85               | 94               | 58               | 43               | 19               | 18               | 18               |                  |
| Середньомісячна швидкість вітру, м/с          | 3.11             | 3.10             | 3.30             | 3.60             | 3.70             | 3.30             | 3.10             | 3.00             | 3.11             | 3.40             | 3.36             | 3.24             |                  |
| Середньомісячна сонячна радіація, кДж/м²·день | 3295             | 6839             | 12204            | 17417            | 20666            | 21909            | 22126            | 18347            | 12347            | 7219             | 3574             | 2336             |                  |
| --------------------------------------------- | ---------------- | ---------------- | ---------------- | ---------------- | ---------------- | ---------------- | ---------------- | ---------------- | ---------------- | ---------------- | ---------------- | ---------------- | ---------------- |
| Джерело:                                      |                  |                  |                  |                  |                  |                  |                  |                  |                  |                  |                  |                  |                  |

## Відомі особистості
- Рей Кінасевич
- Ізидор Ґорецький